# Harry Potter y el cáliz de fuego (banda sonora)
Harry Potter and the Goblet of Fire: Original Motion Picture Soundtrack es el álbum que contiene la música compuesta para la banda sonora de la cinta  Harry Potter y el cáliz de fuego dirigida por Mike Newell. El compacto se editó el 15 de noviembre de 2005, mismo año en que se estrenó la película antes mencionada; la música original fue compuesta por el escocés Patrick Doyle mientras que una banda creada ad hoc, The Weird Sisters, compuso tres canciones para el largometraje.
En esta cuarta composición para la serie cinematográfica Doyle tomó el puesto que había dejado vacante el compositor estadounidense John Williams, quien había sido el responsable de la música original de las tres primeras cintas y había renunciado al proyecto a causa de su apretada agenda laboral. El nuevo compositor aportó temas y motivos propios conservando solamente una de las construcciones de Williams, el tema de Hedwig creado para  Harry Potter y la piedra filosofal. Por lo demás, las nuevas composiciones del autor siguen su estilo distintivo y prestan mayor atención a las influencias sinfónicas de las islas británicas, como así también a sus conocimientos sobre el Clasicismo.
La interpretación de la música escrita por Doyle estuvo a cargo de la London Symphony Orchestra, conjunto experimentado en la ejecución de música para cine. El trabajo del compositor fue bien recibido por la crítica, que lo destacó entre las mejores obras del 2005, pese a la prescindencia de motivos acuñados por Williams que generaba una sensación de «falta de continuidad» en la serie. La parte más criticada del álbum han sido las canciones de The Weird Sisters, banda que además fue el epicentro de un conflicto legal que llegó a su fin recién en el año 2010.

## Compositor
Con una larga trayectoria cinematográfica a cuestas, el compositor escocés Patrick Doyle asumió la tarea de crear la música original de Harry Potter y el cáliz de fuego. Doyle inició su carrera como compositor en producciones teatrales junto a Judi Dench y a su amigo, el actor y director Kenneth Branagh; este último lo convocó en 1989 para que musicalizara su opera prima como director, Enrique V. Ese fue el inicio de una larga serie de colaboraciones entre ambos artistas (Mary Shelley's Frankenstein, Mucho ruido y pocas nueces  y Hamlet entre otras) así como con otros como el cineasta francés Régis Wargnier.
Aunque en forma indirecta, Doyle estuvo relacionado con Harry Potter desde mucho antes de su nombramiento. Ya había participado en varios proyectos con David Barron, uno de los productores de El cáliz de fuego y con Alfonso Cuarón, director de uno de los episodios de la serie cinematográfica. Lo mismo ocurría con el director inglés Mike Newell, a quien había acompañado en la cinta Ino the West y en el filme de gángsters Donnie Brasco.
La vinculación de Doyle a este proyecto supuso una oportunidad de redescubrir al compositor para algunos, ya que tras el diagnóstico de leucemia a fines de los años 90 Doyle había encontrado dificultades para reinsertarse en la industria y solo había conseguido participar en filmes menores. La envergadura comercial de Harry Potter le permitió, según aquellas opiniones, dar un giro en su carrera hacia proyectos de mayor impacto comercial.

## Desarrollo de la música original

### Convocatoria del compositor

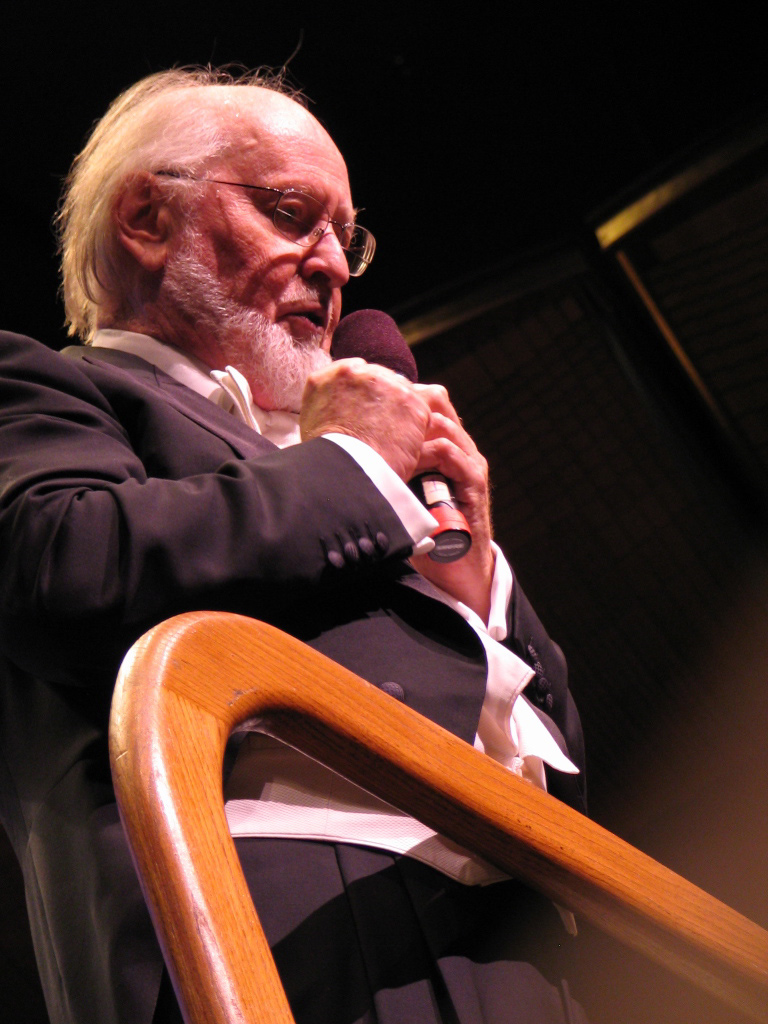
El ingreso de Patrick Doyle se produjo tras el alejamiento del compositor John Williams (foto).

Luego de haber musicalizado las tres primeras adaptaciones cinematográficas de la serie, el compositor John Williams declinó la propuesta de musicalizar Harry Potter y el cáliz de fuego; la decisión estuvo motivada por su apretada agenda laboral que incluía otros proyectos cinematográficos para el mismo año (Memorias de una Geisha, La guerra de los mundos y Star Wars: Episode III - Revenge of the Sith) además de una serie de conciertos y otras actividades. Mientras la película se estaba rodando se esparcieron rumores acerca de la continuidad de Williams en la serie; en septiembre de 2004 Warner Bros. –productora de la película– confirmó al sitio fan de Williams su alejamiento. En ese mismo comunicado se mencionó la contratación del compositor escocés Patrick Doyle para suplantar a Williams.
A pesar de este comunicado siguió apareciendo información cruzada. A poco de aquel mensaje surgieron reportes de que la banda de rock Franz Ferdinand había sido contratada para componer la música de la película y participar en la misma; otras fuentes reportaron que Jarvis Cocker escribiría la música original por pedido del director Mike Newell, quien lo habría decidido para darle un aire más contemporáneo a la serie. Sin embargo, se reveló más tarde que Cocker solo había firmado un contrato para componer canciones originales y que la música instrumental de la película sería compuesta por Doyle.
El director eligió al escocés por tres razones: su sentido del humor, sus capacidades dramáticas y su capacidad para reflejar la magia en su música, elementos necesarios para la película en la visión del cineasta; a todo esto le sumó las necesidades de la cinta como un exponente del género thriller, en el cual el Doyle contaba con antecedentes. Además, en sus dos colaboraciones previas Doyle había explorado los ingredientes luminosos y tenebrosos que requería este nuevo proyecto.
En un principio, Doyle se mostró dubitativo puesto que embarcarse en este proyecto implicaría recuperar algunas de las composiciones de John Williams para mantener al continuida musical; en las sucesivas reuniones se definió que solo sería necesario utilizar el tema central de la serie, que había aparecido en todas las producciones estrenadas hasta la fecha; en posteriores declaraciones comentó que había contado con plena libertad creativa más allá de utilizar el material de su predecesor. El compositor escocés se convenció de que aun reutilizando el tema de Hedwig podía imprimir su propia marca en la dirección musical de la franquicia dado que existe gran tradición en la música clásica según la cual un compositor utiliza material de otros artistas. Doyle reconoció además la gran influencia que tuvo Williams en la recuperación de la orquesta sinfónica para la música de cine y que se sentía honrado de ser convocado para seguir sus pasos en Harry Potter, con todo el desafío que ello suponía.

### Composición

Una de las primeras composiciones el autor fue el vals para la secuencia del baile de Navidad.

El proceso creativo de Harry Potter and the Goblet of Fire duró cerca de 14 meses, aunque la parte más ardua del trabajo compositivo tomó alrededor de 8 semanas. No deja de ser inusual el tiempo que se le otorgó a Doyle para concebir la música de la cinta, aun cuando El cáliz de fuego fuera un proyecto que insumió más tiempo de producción que en el caso de otros tanques cinematográficos.
Este largo período de tiempo le permitió al compositor involucrarse desde las primeras etapas del proyecto. Fue en parte una necesidad intrínseca de la cinta que Doyle trabajara desde el principio ya que se necesitaba música dietética para el rodaje de varias secuencias, por lo cual hubo varias pregrabaciones. El coreógrafo de la película, Wayne McGregor, tuvo que crear una secuencia de danza para las escenas del baile de gala en Hogwarts. Doyle, quien por aquel entonces visitaba el set de filmación asiduamente, trabajó en conjunto con el coreógrafo y los bailarines e improvisando en el plató dio forma al vals de gala. el compositor insistió en el carácter provisorio de esa pieza pero el coreógrafo insistió en que la mantuviera como núcleo de su música para la secuencia improvisó; esa melodía –que guarda similitudes con el vals compuesto para La princesita de Alfonso Cuarón– terminó formando parte del corte «Potter Waltz». Otro caso de música pregrabada fue la marcha del colegio para introducir la escena de la tercera prueba del Torneo de los Tres Magos. El compositor también comentó cuál fue su primer trabajo para la cinta:

La pieza que acompaña la entrada de los muchachos de Durmstrang... fue la primera composición que escribí luego de que Mike [Newell] me hubiera descrito la escena. Me mostró el vestuario y me dijo: «Quiero que sea muy masculina. Quiero que suene ruda».

Lo anterior es solo un ejemplo del diálogo constante que hubo entre Doyle y los responsables de los diferentes apartados del filme durante la etapa de rodaje; Doyle también sugirió que la coreografía para la entrada de la escuela Durmstrang se basara los movimientos del grupo Stomp, el cual realizaba espectáculos de percusión y zapateo en Estados Unidos. A su vez, para completar su tarea, Patrick Doyle echó un vistazo a los diseños el arte conceptual, los decorados y el vestuario. En una entrevista de 2009 el compositor comentó que también había leído la novela de J. K. Rowling en que se basaba la adaptación cinematográfica así como otros dos libros de la serie.
Harry Potter and the Goblet of Fire, según otras declaraciones de Doyle, representó el corolario de un período prolífico en la carrera del compositor, ya que en 2005 se encargó de otras cinco películas (Jekyll + Hyde, Man To Man, Wah-Wah, Nanny McPhee, Eragon); Doyle atribuyó esta gran actividad a que se sentía mentalmente recuperado de la leucemia que había sufrido a fines de los ’90. «Harry Potter es un film que requiere muchísima música por su condición de gran espectáculo» comentó en ocasión del Taller de Sonido y Música para Cine organizado por la Fundación Autor en España; esta descripción de su labor como compositor puede relacionarse con lo que comentó al periódico The Times en ocasión de la edición de la banda sonora: Doyle dijo que sus habilidades como actor le habían servido para componer la música del filme, ya que su enfoque de la música cinematográfica está guiado por los leitmotivs, es decir, por composiciones que en general se interpretan para identificar a un personaje.

## Análisis

### Distribución de temas y motivos
La composición cuenta con una serie de temas principales recurrentes.
- Tema de Hedwig: se trata del único elemento que Doyle retoma para establecer una continuidad explícita con las anteriores películas de la serie; esta temática es la idea principal que John Williams concibió para la primera cinta y que desde entonces ha permanecido en las subsiguientes entregas. En el compacto se recogen solo dos cortes en que se utiliza este tema, aunque en la película se registran por lo menos dos usos más: el primero en tomas panorámicas del castillo de Hogwarts y en la suite que introduce los títulos de cierre.[6] En total Doyle solo utiliza unos 20 segundos de la composición de Williams y solo retoma los compases del lado A del tema para utilizarlo en momentos muy puntuales.[12] En «The Story Continues», por ejemplo, se lo escucha a continuación de acordes misteriosos, percusión y maderas con un cambio de armonía que orienta la frase hacia el misterio y el desasosiego. En «Foreign Visitors Arrive», en cambio, suena más vital y es ejecutado por los vientos y en los registros más agudos de las cuerdas.[6] En ambos casos el tratamiento armónico es sumamente distinto al de Williams y refleja el estilo personal del nuevo compositor.[20]
- Tema de Harry:
- Tema de Voldemort:
- Tema de acción:
- Tema de Hogwarts (himno):
- Tema de Hogwarts (marcha):

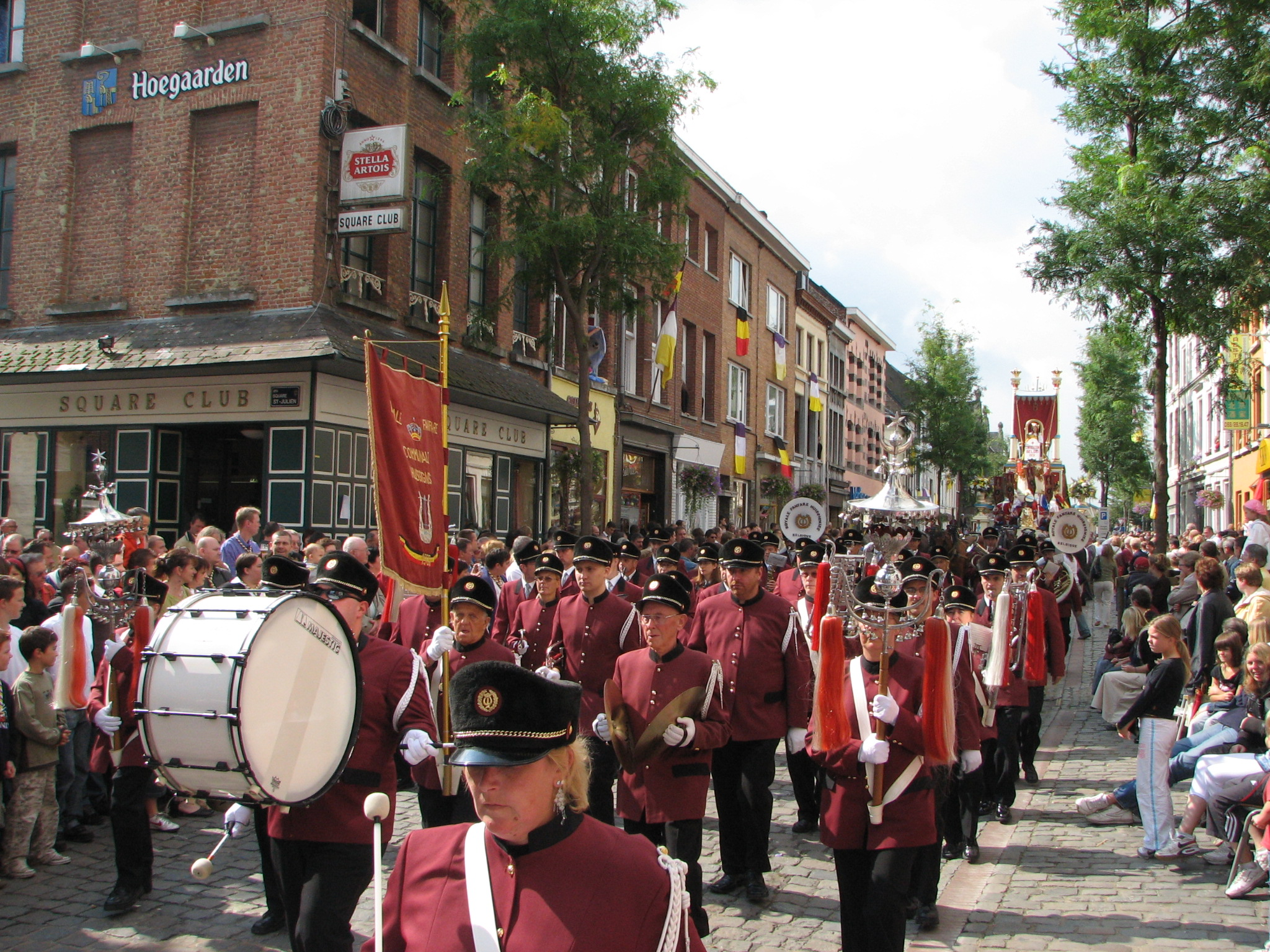
La marcha de Hogwarts es interpretada por una formación de banda.

A su vez existen temas de personajes que suelen tener una realización individual en uno de los cortes en la edición discográfica.
- Tema de Irlanda: aparece en la entrada el tercer corte dentro del compacto («The Quidditch World Cup») y una variación de este tema se oye en la película cuando la expedición encabezada por Arthur Weasley atraviesa la zona el campamento del Mundial de Quidditch. La frase se implementa para construir una giga irlandesa a cargo de la percusión y las gaitas.[6][12]
- Tema de Viktor Krum/Bulgaria: se lo escucha a continuación del tema de Irlanda en el mismo corte. Es una frase percusiva, con apoyo electrónico[21] y acompañamiento de vocalizaciones masculinas propias de la tradición eslava,[12] aunque también se ha señalado que su función celebratoria recuerda a la haka neozelandesa.[6] Esta unidad se asocia tanto a Viktor Krum como al equipo a sus raíces búlgaras y al equipo de quidditch de ese país; aunque no reaparece en el álbum sí se lo reutiliza en la película cuando se presenta a los estudiantes de Dursmstrang y entre ellos hace acto de presencia Krum.[6]
- Tema de Beauxbatons: esta frase es la tercera que aparece en «Foreign Visitors Arrive», luego del tema de Hedwig y el de Hogwarts; se han señalado en esta unidad las influencias de Debussy. El tema reaparece durante los títulos de cierre de la película en combinación con otros motivos.[6]
- Tema de Durmstrang: tema sostenido por los bronces –con tendencia a sonoridades wagnerianas–[21][22] sirve para identificar al colegio de Europa del Este. El tema da forma a una melodía que guarda similitudes con la marcha imperial de John Williams para la serie Star Wars.[6]
- Tema de Rita Skeeter: es un scherzo sincopado de carácter bufo que identifica a la periodista del diario El Profeta. Este leitmotiv es el que más sintoniza la escritura de Williams y a su veta chaikovskiana.[23]
- Tema de Myrtle: la identidad musical del fantasma del colegio se desarrolla bajo la forma de una habanera con acompañamiento de la cuerda, el arpa, pandereta, corno inglés y un repique tímbrico cuando reincide tras un breve interludio. También pueden hallarse en este leitmotiv las características de un tango.

Motivos auxiliares de Voldemort
Algunos instrumentos del repertorio orquestal

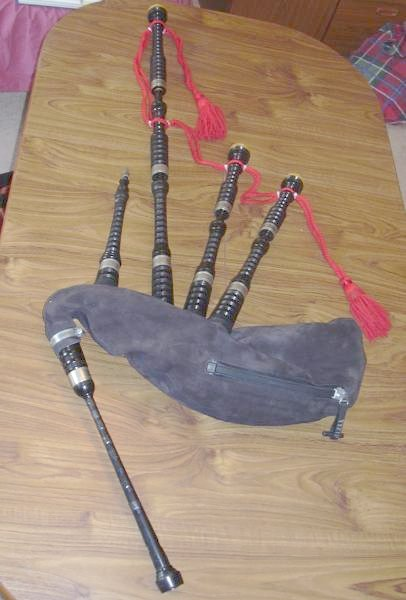
Gaita.
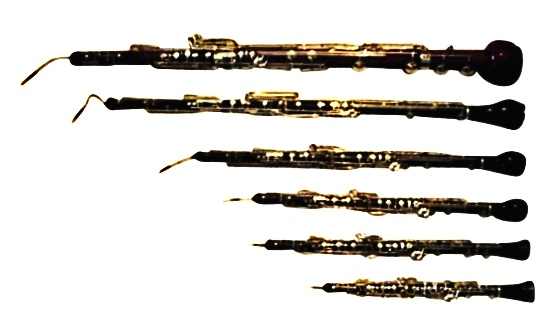
Corno inglés.
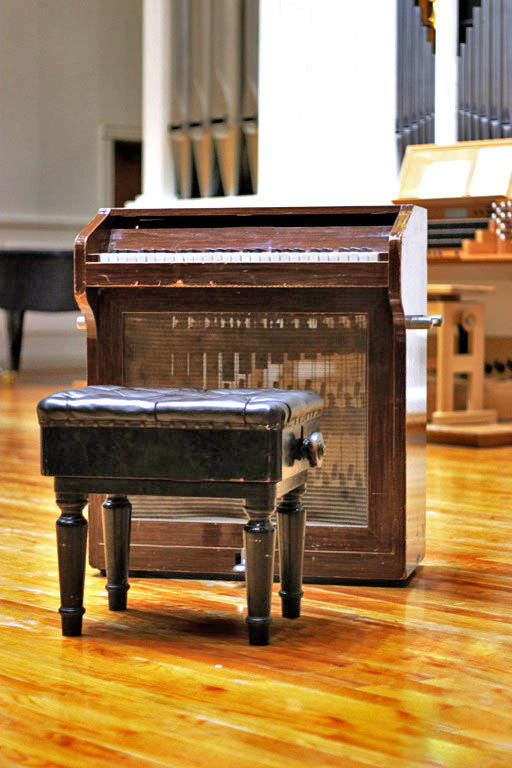
Celesta.
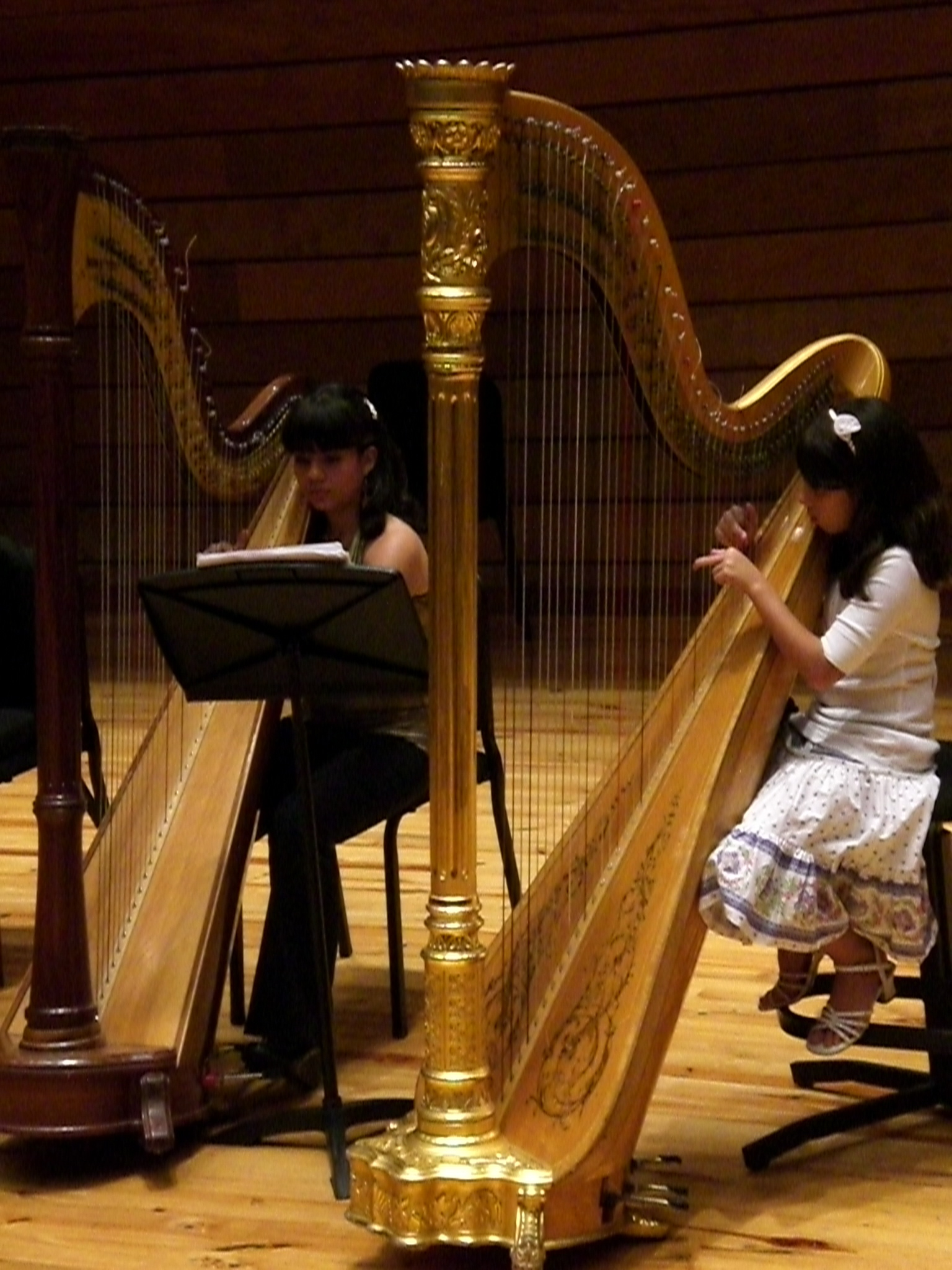
Arpas.

## Pistas
| 1.  | "The Story Continues" * Compositor: Patrick Doyle.Productores: Patrick Doyle y Maggie Rodford. Música dirigida por: Patrick Doyle, James Shearman y Lawrence Ashmore. Interpretado por: London Symphony Orchestra.      | 1:31 |
| 2.  | "Frank Dies" Compositor: Patrick Doyle.Productores: Patrick Doyle y Maggie Rodford. Música dirigida por: Patrick Doyle, James Shearman y Lawrence Ashmore. Interpretado por: London Symphony Orchestra.                 | 2:12 |
| 3.  | "The Quidditch World Cup" Compositor: Patrick Doyle.Productores: Patrick Doyle y Maggie Rodford. Música dirigida por: Patrick Doyle, James Shearman y Lawrence Ashmore. Interpretado por: London Symphony Orchestra.    | 1:52 |
| 4.  | "The Dark Mark" Compositor: Patrick Doyle.Productores: Patrick Doyle y Maggie Rodford. Música dirigida por: Patrick Doyle, James Shearman y Lawrence Ashmore. Interpretado por: London Symphony Orchestra.              | 3:27 |
| 5.  | "Foreign Visitors Arrive" * Compositor: Patrick Doyle. Productores: Patrick Doyle y Maggie Rodford. Música dirigida por: Patrick Doyle, James Shearman y Lawrence Ashmore. Interpretado por: London Symphony Orchestra. | 1:30 |
| 6.  | "The Goblet of Fire" Compositor: Patrick Doyle.Productores: Patrick Doyle y Maggie Rodford. Música dirigida por: Patrick Doyle, James Shearman y Lawrence Ashmore. Interpretado por: London Symphony Orchestra.         | 3:23 |
| 7.  | "Rita Skeeter" Compositor: Patrick Doyle.Productores: Patrick Doyle y Maggie Rodford. Música dirigida por: Patrick Doyle, James Shearman y Lawrence Ashmore. Interpretado por: London Symphony Orchestra.               | 1:43 |
| 8.  | "Sirius Fire" Compositor: Patrick Doyle.Productores: Patrick Doyle y Maggie Rodford. Música dirigida por: Patrick Doyle, James Shearman y Lawrence Ashmore. Interpretado por: London Symphony Orchestra.                | 2:00 |
| 9.  | "Harry Sees Dragons" Compositor: Patrick Doyle.Productores: Patrick Doyle y Maggie Rodford. Música dirigida por: Patrick Doyle, James Shearman y Lawrence Ashmore. Interpretado por: London Symphony Orchestra.         | 1:54 |
| 10. | "Golden Egg" Compositor: Patrick Doyle.Productores: Patrick Doyle y Maggie Rodford. Música dirigida por: Patrick Doyle, James Shearman y Lawrence Ashmore. Interpretado por: London Symphony Orchestra.                 | 6:11 |
| 11. | "Neville's Waltz" Compositor: Patrick Doyle.Productores: Patrick Doyle y Maggie Rodford. Música dirigida por: Patrick Doyle, James Shearman y Lawrence Ashmore. Interpretado por: London Symphony Orchestra.            | 2:11 |
| 12. | "Harry in Winter" Compositor: Patrick Doyle.Productores: Patrick Doyle y Maggie Rodford. Música dirigida por: Patrick Doyle, James Shearman y Lawrence Ashmore. Interpretado por: London Symphony Orchestra.            | 2:56 |

| 13. | "Potter Waltz" Compositor: Patrick Doyle.Productores: Patrick Doyle y Maggie Rodford. Música dirigida por: Patrick Doyle, James Shearman y Lawrence Ashmore. Interpretado por: London Symphony Orchestra.       | 2:19 |
| 14. | "Underwater Secrets" Compositor: Patrick Doyle.Productores: Patrick Doyle y Maggie Rodford. Música dirigida por: Patrick Doyle, James Shearman y Lawrence Ashmore. Interpretado por: London Symphony Orchestra. | 2:28 |
| 15. | "The Black Lake" Compositor: Patrick Doyle.Productores: Patrick Doyle y Maggie Rodford. Música dirigida por: Patrick Doyle, James Shearman y Lawrence Ashmore. Interpretado por: London Symphony Orchestra.     | 4:28 |
| 16. | "Hogwarts' March" Compositor: Patrick Doyle.Productores: Patrick Doyle y Maggie Rodford. Música dirigida por: Patrick Doyle, James Shearman y Lawrence Ashmore. Interpretado por: London Symphony Orchestra.    | 2:27 |
| 17. | "The Maze" Compositor: Patrick Doyle.Productores: Patrick Doyle y Maggie Rodford. Música dirigida por: Patrick Doyle, James Shearman y Lawrence Ashmore. Interpretado por: London Symphony Orchestra.           | 4:44 |
| 18. | "Voldemort" Compositor: Patrick Doyle.Productores: Patrick Doyle y Maggie Rodford. Música dirigida por: Patrick Doyle, James Shearman y Lawrence Ashmore. Interpretado por: London Symphony Orchestra.          | 9:39 |
| 19. | "Death of Cedric" Compositor: Patrick Doyle.Productores: Patrick Doyle y Maggie Rodford. Música dirigida por: Patrick Doyle, James Shearman y Lawrence Ashmore. Interpretado por: London Symphony Orchestra.    | 1:59 |
| 20. | "Another Year Ends" Compositor: Patrick Doyle.Productores: Patrick Doyle y Maggie Rodford. Música dirigida por: Patrick Doyle, James Shearman y Lawrence Ashmore. Interpretado por: London Symphony Orchestra.  | 2:21 |
| 21. | "Hogwarts' Hymn" Compositor: Patrick Doyle.Productores: Patrick Doyle y Maggie Rodford. Música dirigida por: Patrick Doyle, James Shearman y Lawrence Ashmore. Interpretado por: London Symphony Orchestra.     | 2:59 |
| 22. | "Do the Hippogriff" ª Escrito por: Jarvis Cocker y Jason Buckle. Productor: Mike Hedges para 3kHz. Interpretación: Jason Buckle, Steve Claydon, Jarvis Cocker, Jonny Greenwood, Steve Mackley y Phil Selway.    | 3:39 |
| 24. | "This Is the Night" Escrito por: Jarvis Cocker. Productor: Mike Hedges para 3kHz. Interpretación: Jason Buckle, Steve Claydon, Jarvis Cocker, Jonny Greenwood, Steve Mackley y Phil Selway..                    | 3:24 |
| 24. | "Magic Works" ! Escrito por: Jarvis Cocker.Productor: Mike Hedges para 3kHz. Interpretación: Jason Buckle, Steve Claydon, Jarvis Cocker, Jonny Greenwood, Steve Mackley y Phil Selway.                          | 4:02 |

Notas
- (*) Contiene fragmentos de «Hedwig's Theme» compuesto por John Williams.
- (ª) Solo de gaita: Stuart Cassells
- (!) Arreglo de cuerdas: Patrick Doyle

## Interpretaciones en vivo

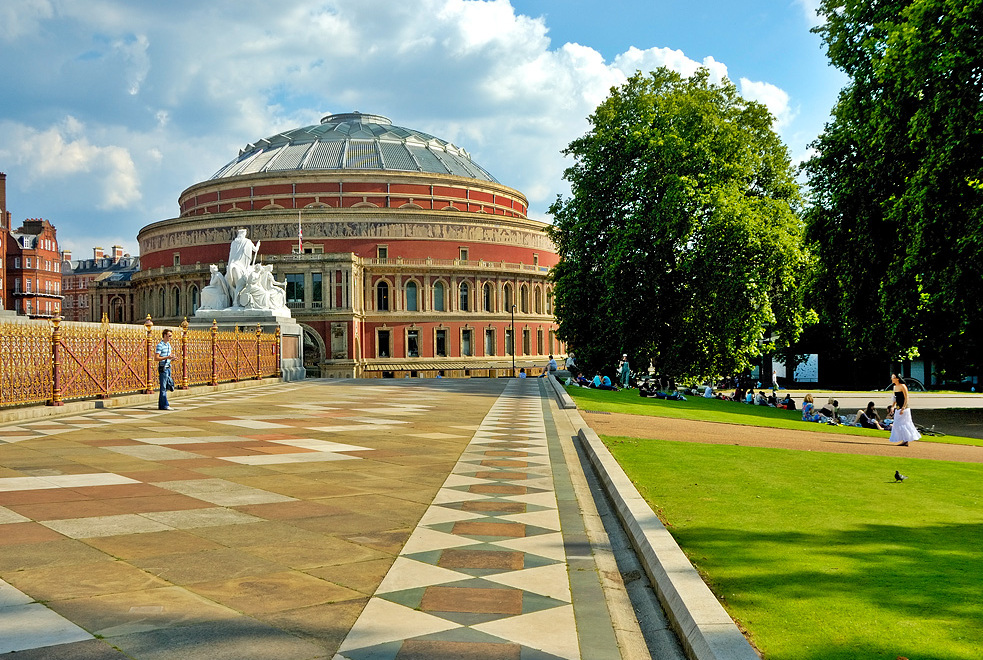
Teatro Royal Albert Hall, donde se llevó a cabo un concierto con piezas de Patrick Doyle compuestas para Harry Potter y el cáliz de fuego entre otras.

El 28 de octubre de 2007 se llevó a cabo en el teatro Royal Albert Hall de Londres una gala benéfica llamada «Music from the Movies» cuyo fin era recaudar fondos para apoyar la investigación de la leucemia, enfermedad que se le había diagnosticado a Patrick Doyle en 1997. El concierto recorrió la obra de este último recuperando melodías de diversas películas en las que el compositor había trabajado e incluyó un nuevo concierto de violín creado para la ocasión. Con la ejecución a cargo de la London Symphony Orchestra dirigida por Dirk Brossé y el London Symphony Chorus, la gala incluyó una interpretación del «Potter Waltz» y de «Harry in Winter», presentadas por el actor Robbie Coltrane y Mike Newell en sus respectivas intervenciones. La segunda de las piezas, según la crítica, contó con un notable trabajo de la sección de cuerdas
Las mismas piezas fueron interpretadas en el concierto concedido en Úbeda en junio de 2008 con motivo del Congreso Internacional de Música de Cine "Ciudad de Úbeda". El concierto contó con la dirección de Joel McNelly; las piezas de Doyle acompañaron la ejecución de un repertorio de melodías de otros artistas como Roque Baños o Basil Poledouris.
«Harry in Winter» también formó parte del repertorio de un concierto brindado en el Barbican Hall, el sábado 4 de abril de 2009; la London Symphony Orchestra estuvo a cargo de la ejecución nuevamente. El concierto llamado «The LSO: A Life in Film» celebraba la trayectoria de la orquesta en la grabación de música para cine incluyendo piezas de grandes películas en las que había participado.

## Recepción

### Premios
La música compuesta para el largometraje recibió nominaciones a diversos premios internacionales, aunque no figuró en las candidaturas de los premios más conocidos de la industria musical y cinematográfica como los Grammy, los Globos de Oro y los Oscar. Además de los galardones entregados por diferentes entidades y asociaciones, algunos sitios web como BSO Spirit la distinguieron con premios elegidos por votación como los GoldSpirits entregados por el portal mencionado.
| Año  | Premio                                 | Categoría                                                                 | Receptor | Resultado |
| ---- | -------------------------------------- | ------------------------------------------------------------------------- | --- | --------- |
| 2005 | Satellite Awards                       | Mejor canción original («Magic Works»)                                    | Jarvis Coker | Nominado  |
| 2005 | Premio GoldSpirit                      | Mejor tema cómico («Rita Skeeter»)                                        | Patrick Doyle | Nominado  |
| 2005 | Premio GoldSpirit                      | Mejor tema épico («Golden Egg»)                                           | Patrick Doyle | Nominado  |
| 2005 | Premio GoldSpirit                      | Mejor tema romántico («Harry in Winter»)                                  | Patrick Doyle | Ganador   |
| 2005 | Premio GoldSpirit                      | Mejor tema («Harry in Winter»)                                            | Patrick Doyle | Nominado  |
| 2005 | Premio GoldSpirit                      | Mejor banda sonora de ciencia ficción-fantasía                            | Patrick Doyle | Ganador   |
| 2005 | Premio GoldSpirit                      | Mejor compositor                                                          | Patrick Doyle | Nominado  |
| 2005 | Premio GoldSpirit                      | Mejor banda sonora                                                        | Patrick Doyle | Nominado  |
| 2006 | ASCAP Film and Television Music Awards | Top Box Office Films                                                      | Patrick Doyle | Nominado  |
| 2006 | Film Music Critics Award               | Mejor música original del año                                             | Patrick Doyle | Nominado  |
| 2006 | Film Music Critics Award               | Mejor música original del año para película de fantasía o ciencia ficción | Patrick Doyle | Ganador   |
| 2006 | Film Music Critics Award               | Mejor compositor del año                                                  | Patrick Doyle | Nominado  |
| 2006 | Saturn Award                           | Mejor música                                                              | Patrick Doyle | Nominado  |
| 2006 | World Soundtrack Awards                | Mejor canción original para película («Magic Works»)                      | Jarvis Cocker (música/letra/interpretación) Jonny Greenwood (interpretación) Phil Selway (interpretación) Steve Mackey (interpretación) Steve Claydon (interpretación) Jason Buckle (interpretación) Patrick Doyle (Arreglo de cuerdas) | Nominado  |

## Controversia legal

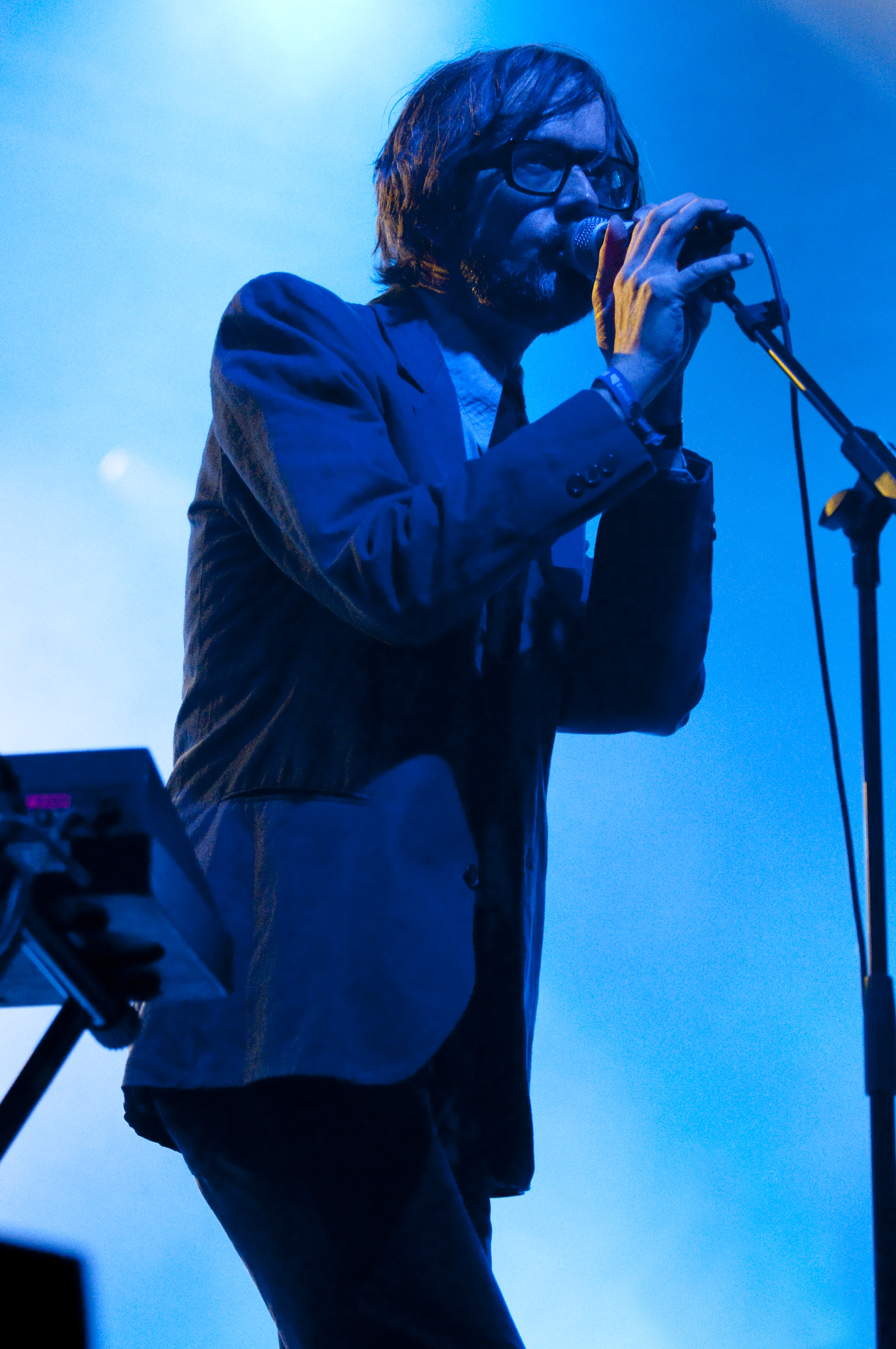
Jarvis Cocker.

Cerca de la fecha de estreno del filme, la banda canadiense de música folk The Wyrd Sisters presentó una demanda a raíz de la similitud entre el nombre de este grupo formado hacia 1990 en Winnipeg y el que aparecería en la película. Según se lee en la declaración de la causa archivada en la Corte Federal de Toronto, el argumento de la banda fue que el parecido en el nombre de ambos grupos perjudicaría la carrera de la banda real. De acuerdo a la declaración: «The Wyrd Sisters ha pasado 15 años trabajando para desarrollar la buena voluntad asociada con su nombre. Todos estos esfuerzos se verán anulados a medida que se borrará su buena voluntad con la gran ola de fama asociada al fenómeno Harry Potter».
Tras una oferta inicial de 5.000 dólares, la productora ofreció 50.000 a la banda para compartir el nombre en un intento de llegar a un acuerdo antes del estreno, pero esta se rehusó. The Wyrd Sisters exigió formalmente una compensación monetaria de 40 millones de dólares; la demanda no solo concernía a Warner sino también a los integrantes de la banda ficticia. Además, se buscó frenar el estreno de Harry Potter y el cáliz de fuego en Canadá mediante un recurso legal y la destrucción de lo productos derivados de la película en los que apareciese en nombre, como los discos con la banda sonora y los videojuegos.
Warner removió toda referencia al nombre de la banda tanto de la película como de la línea de productos basados en la misma, pero la líder de Wyrd Sisters, Kim Baryluk, sostuvo que el daño ya estaba hecho, dado que la campaña publicitaria del filme podría confundir a la gente; además, la cantante sostuvo que las reacciones adversas por parte de los seguidores de Harry Potter le resultaban perjudiciales. En otra declaración, Baryluk sostuvo que se hubiera contentado con una leyenda en los títulos finales de la cinta que aclarase la existencia de la banda real en Canadá. Sin embargo, el juez de la Corte Superior de Ontario falló a favor de la productora cinematográfica, dado que no había infracción a los derechos de autor ni existía posibilidad alguna de confusión, puesto que la banda de la película hacía una aparición de seis segundos y quedaba en claro su diferencia con el grupo demandante; el juez ordenó a la banda pagar los costos del proceso que ascendían a 140.000 dólares en 2006. Para recaudar fondos que costeasen esa suma, The Wyrd Sisters tuvo que apelar a sus seguidores.
El proceso legal no terminó allí; Warner Bros. presentó en 2008 una petición ante el tribunal de Queen’s Bench alegando que la Baryluk no había pagado la suma estipulada por el juez. La cantante, a su vez, alegó irregularidades en el proceso; tras cambios de abogados y sucesivas apelaciones, el proceso culminó en marzo de 2010 con un acuerdo de ambas partes, cuyos detalles permanecen confidenciales.

## Charts
| Chart (2005)      | Posición |
| ----------------- | -------- |
| The Billboard 200 | 80       |
| Top Soundtracks   | 4        |
| Chart (2006)      | Posición |
| Top Soundtracks   | 4        |